# Gustaf Lundahl
Gustaf Lundahl, född 21 januari 1783 i Tammerfors, död där 20 augusti 1846, var en finländsk affärsman.

## Biografi
Lundahl arbetade från unga år i faderns handelsfirma i Tammerfors och startade 1809 en egen rörelse, som snart blev stadens största. Tillsammans med sin hustru Anna Charlotta Rung verkade Lundahl på många sätt för ortens och den omgivande landsbygdens väl. Makarna stödde ekonomiskt allmogen genom att erbjuda arbete och köpa upp hemslöjdsprodukter. Lundahl var mycket intresserad av trädgårdsodling och delade ut frön, plantor samt äppelträdssticklingar. Han spred också populära skrifter bland befolkningen, och hans hem blev ett centrum för kulturlivet i Tammerfors. Då kejsar Alexander I 1819 besökte staden var han gäst hos Lundahl.
Gustaf Lundahl förlänades kommerseråds titel 1826. Han var far till poeten Augusta Lundahl.